# Green Arrow : Année Un
Green Arrow: Year One
Green Arrow : Année Un (titre original : Green Arrow: Year One) est une série de comics américaine publiée par DC Comics en 2007 et mettant en scène le personnage de Green Arrow. La série est écrite par Andy Diggle avec les dessins de Jock, la célèbre équipe derrière The Losers. 

## Synopsis
Oliver Queen est un playboy frivole et amateur de sensations fortes. Ivre après une autre fête, il décide de s'embarquer pour une traversée en mer, mais a été trahi par son seul ami et garde du corps de confiance, Hackett. Il se retrouve ensuite bloqué sur une île déserte recouverte d'une jungle. 
Oliver survit dans son nouvel environnement impitoyable avec rien de plus qu'un arc de fortune et des flèches, réalisant peu à peu qu'il devient un archer très doué. Être coincé sur l'île pendant des mois lui a appris à chérir les choses simples qu'il gaspillait auparavant et, pour la première fois de sa vie, il se sent vraiment heureux. 
Les choses se compliquent lorsqu'il découvre que l'île n'est pas aussi déserte qu'il le pensait. Une femme appelée China White a réduit en esclavage les habitants de l'île et les a obligé à faire pousser de l'opium et à fabriquer de l'héroïne. Après une bagarre avec Hackett, qui s’avère être son complice, Oliver est grièvement blessé. Taiana, une autochtone de l'île, le sauve d'une mort certaine. 
Son acte de bonté désintéressé a ouvert les yeux d'Oliver sur la culpabilité qu'il a porté toute sa vie : la culpabilité d'écraser les plus démunis pour atteindre le sommet. Pour rembourser la dette qu'il devait à Taiana, il se fait un devoir de se battre pour les droits des opprimés. Il libère ensuite les esclaves en prenant le contrôle de l'organisation de China White, armé uniquement d'un arc d'Howard Hill (obtenu lors d'une vente aux enchères dans une fête) et d'une douzaine de flèches. 
Quand les autorités arrivent, Oliver minimise toute son histoire. Il sacrifie son mérite d'avoir détruit un réseau de drogue pour protéger la vie du peuple de Taiana. Croyant que son style n'est plus à la mode, il choisit de mener une double vie : mondain impétueux le jour et la nuit, un héros qu'il n'avait jamais rêvé de devenir. À son retour à Star City, il se confectionne un costume et prend le nom que Taiana lui avait donné : Green Arrow. 

## Réception
Le site CBR classe le récit à la deuxième place de sa liste des « 10 meilleures histoires de Green Arrow ».

## Publications

### Éditions américaines
Green Arrow: Year One a été proposée dans une édition reliée pour la première fois en 2008 avec une couverture rigide, puis avec une reliure souple en 2009. 

### Éditions françaises
Panini Comics propose la première version française en 2008 dans sa collection « DC Heroes » avec une couverture souple. En 2013, Urban Comics ressort la série dans un album à couverture rigide dans sa collection « DC Deluxe ». 

## Dans les autres médias
La série a inspiré les séquences de flashback régulières dans la série télévisée Arrow, diffusée sur The CW à partir de 2012. Le showrunner Marc Guggenheim a reconnu qu’un personnage original de la série télévisée, John Diggle, interprété par David Ramsey, avait été nommé en l’honneur du scénariste de la série BD Andy Diggle, déclarant : « Nous avions l’impression de puiser suffisamment d'inspiration de Year One que nous avons senti le besoin de nommer un personnage d'après Andy [Diggle], et nous l’avons fait ». Le frère de John Diggle, Andy Diggle, a été introduit dans la série à la saison trois, joué par Eugene Byrd. 